# الکس او هانلون
الکس او هانلون (انگلیسی: Alex O'Hanlon؛ زادهٔ ۲۴ آوریل ۱۹۹۶) بازیکن فوتبال است.
از باشگاه‌هایی که در آن بازی کرده‌است می‌توان به باشگاه فوتبال لیورپول اشاره کرد.
وی همچنین در تیم‌های ملی فوتبال زیر ۱۷، ۱۹ و ۲۱ سال جمهوری ایرلند بازی کرده‌است.